# 饮泉厅 (巴特伊施尔)

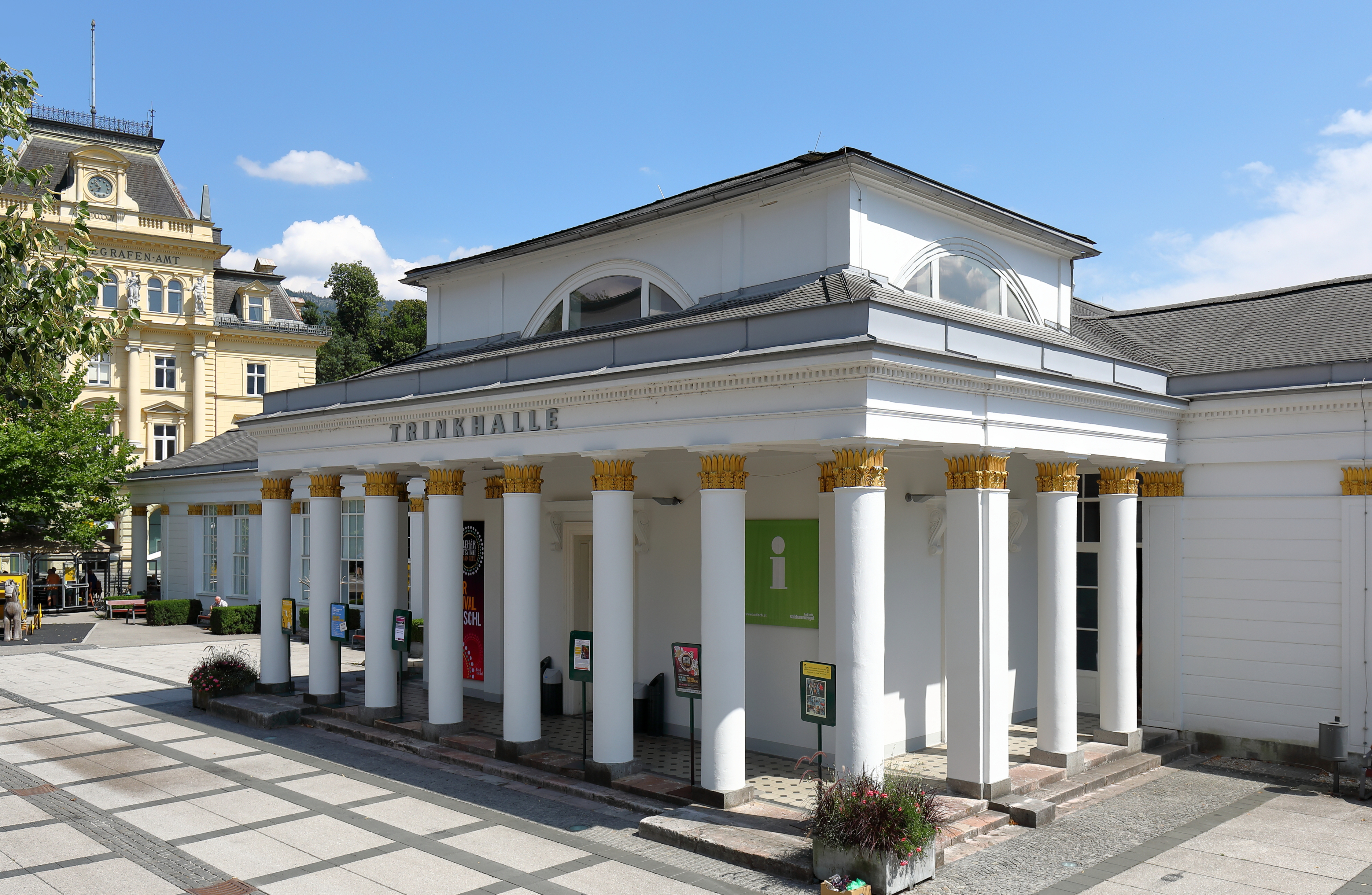

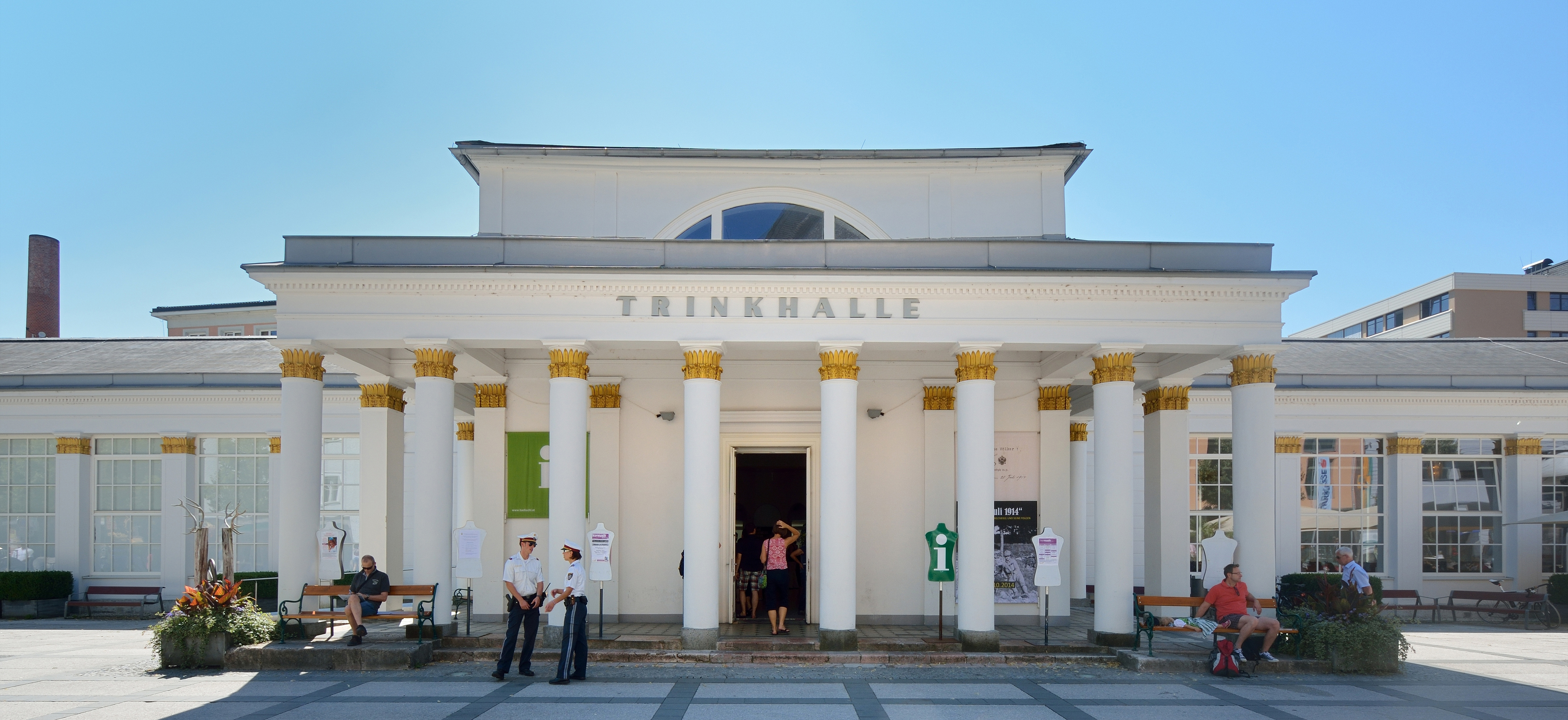

饮泉厅（Trinkhalle）位于奥地利上奥地利州萨尔茨卡默古特地区巴特伊施尔，建于1829年，作为盐浴设施，1831年投入运营。饮泉厅为古典主义建筑风格，立面采用科林斯柱式。早年，该设施命名为“Solbad”或“Wirerbad”，以皇帝弗朗茨·约瑟夫一世的私人医生弗朗茨·威勒（Franz Wirer）命名。巴特伊施尔也因此成为一个避暑和水疗胜地。
20世纪，这座历史建筑受到忽视。20世纪60年代一度计划拆除；最后决定保留。1963年开始整修。2006年计划改造翻新，投资190万欧元。2007年改造翻新时，恢复了原来外观的白色和叶子的金色。